# Flassigny
 Flassigny  là một xã thuộc tỉnh Meuse trong vùng Grand Est đông nam nước Pháp. Xã này nằm ở khu vực có độ cao trung bình 252 mét trên mực nước biển.
Sông Othain tạo thành toàn bộ ranh giới phía đông.